# Snijders&Rockoxhuis
Het Snijders&Rockoxhuis is een museum, ondergebracht in twee vroeg-17e-eeuwse historische panden in de Keizerstraat in Antwerpen in de Universiteitsbuurt. De Gouden Rinck was vanaf 1603 het woonhuis van Nicolaas Rockox (1560 - 1640) dat vanaf 1977 tot 2017 dienstdeed als museum en naar hem werd genoemd. Na de samenwerking met het KMSKA en het Gulden Cabinet werd De Fortuyne, het woonhuis vanaf 1620 van zijn buurman en kunstschilder Frans Snijders bij het museum gevoegd en op 24 februari 2018 opengesteld als Snijders&Rockoxhuis.

## Geschiedenis

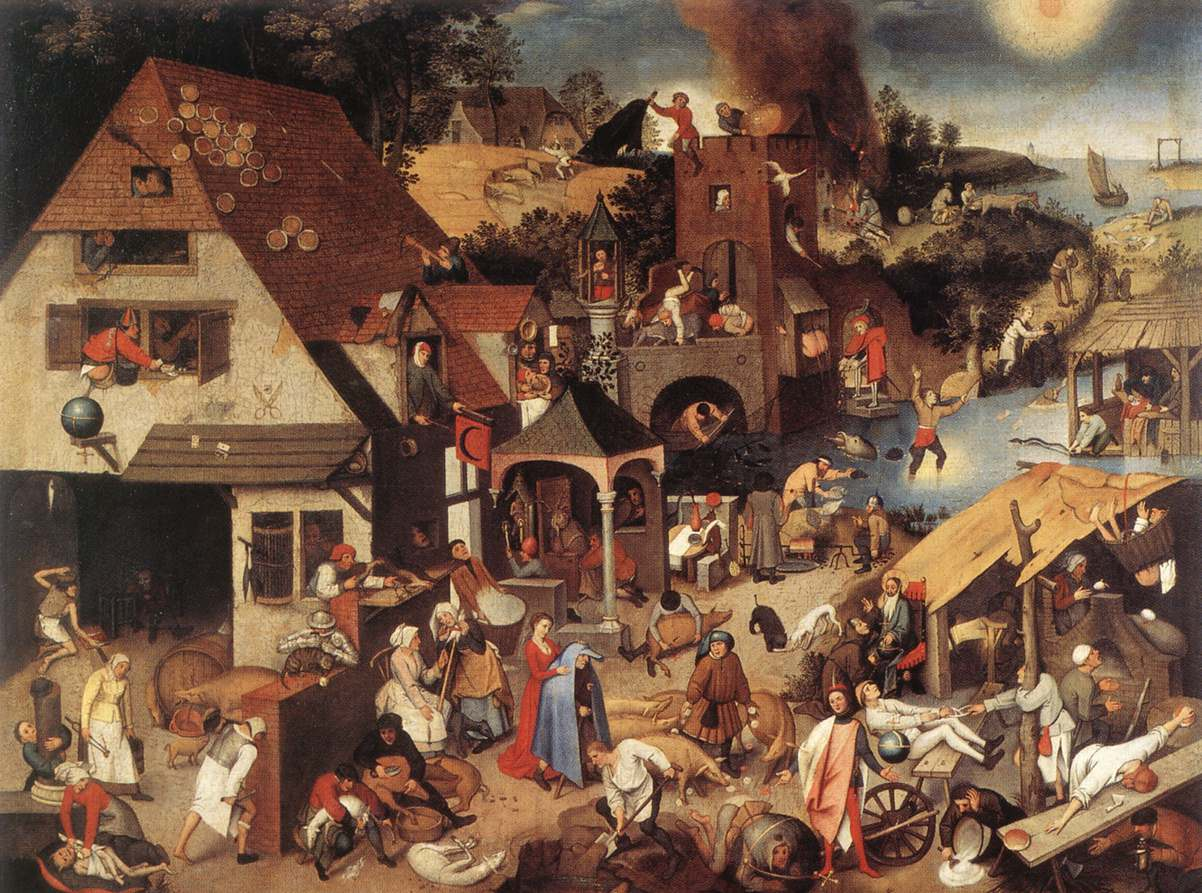
Vlaamse spreekwoorden van Pieter Brueghel de Jonge

Nicolaas Rockox, burgemeester, humanist, mecenas en kunstverzamelaar kocht De Gouden Rinck, samen met de aanpalende woning. Rockox liet beide panden tot een patriciërshuis verbouwen. Adriaan van Heetvelde, Rockoxs neef erfde het huis na diens dood onder beding dat ingeval er geen nazaten overbleven men het huis moest verkopen ten voordele van de armen. In 1715 gebeurde dit ook. De nieuwe eigenaar Frans van Simpelvelt liet de renaissancegevel verbouwen in de toenmalige bouwtrant. De datum 1715 in de gevel verwijst daar naar. Een volgende grote restauratie vond in het tweede decennium van de 20ste eeuw plaats onder leiding van architect Jules Bilmeyer. Uit deze periode dateert een tweede galerij in de binnentuin van het huis. Het huis veranderde daarna vaak van eigenaar waaronder in 1949 de vzw Artiestenfonds die het onder impuls van Benoit Roose inrichtte als museum met een accent op neostijlen. De toenmalige Kredietbank, nu KBC, kocht in 1970 het Rockoxhuis van het Artiestenfonds over. Onder auspiciën van de bank werd gelijktijdig de vzw Museum Nicolaas Rockox opgericht, die belast was met de restauratie van het pand en het nog steeds beheert als een getuige van een groots verleden.

## De binnentuin

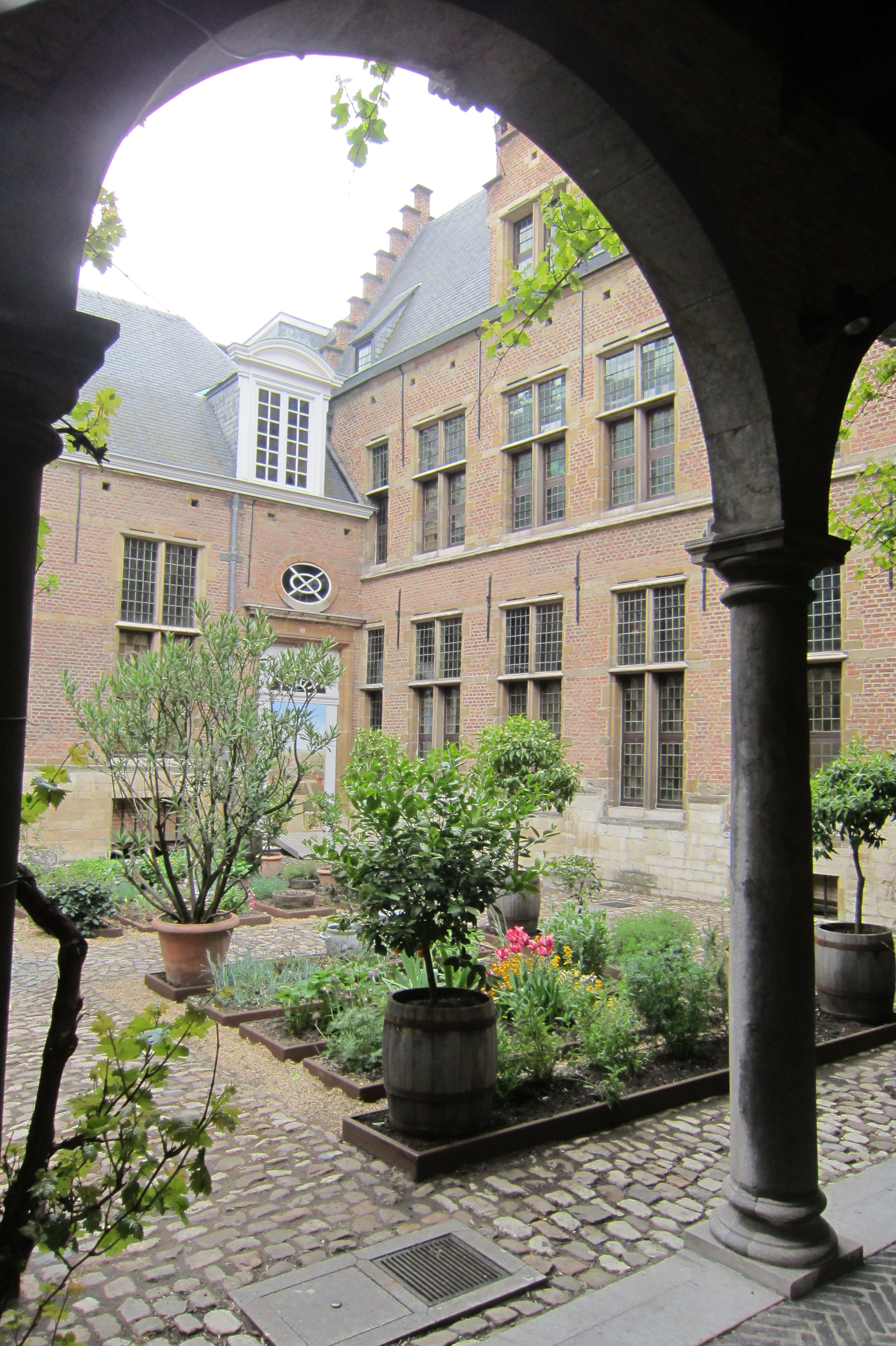
De binnentuin van het Rockoxhuis

De binnentuin is een evocatie van de vroeg-17e-eeuwse stadstuin die Rockox naar alle waarschijnlijkheid bezat. Hij bestelde planten, heesters en boompjes in Aix-en-Provence, bij de botanicus en humanist Nicolas Claude Fabri de Peiresc (1580-1637). De zending is gedocumenteerd via begeleidende briefwisseling die bewaard bleef. Een aantal van deze planten maken weer deel uit van de binnentuin zoals olijfbomen, oleanders, styrax, een fluweelboom en vele andere. Tijdens de lente zijn er tulpen te zien en in de zomer versieren lelies de tuin.
De tuin evolueerde tot een plaats waar wetenschap, kunst en filosofie elkaar vonden. Rockox bezat immers een aantal tuintraktaten en filosofische werken van Justus Lipsius, die hij persoonlijk kende. Ook Abraham Ortelius, Christoffel Plantijn en Jan Moretus behoorden tot zijn kennissenkring. Peter Paul Rubens noemde hem zijn ‘’vriendt ende patroon’’.
De vier deuren van de tuin zijn beschilderd door leerlingen van de Artesis Hogeschool Antwerpen met trompe-l'oeils die aanwezig waren in 17e-eeuwse stadstuinen, vooral om de illusie van een grote tuin op te roepen en om het perspectief te versterken.

## Museum
De KBC Groep kocht beide panden in de jaren 70 van de 20e eeuw en onder auspiciën van de bank werd gelijktijdig de vzw Museum Nicolaas Rockox opgericht, belast met de restauratie en het beheer. Tussen 1972 en 1977 werd het voormalig woonhuis van Rockox omgevormd tot een museum en polyvalente ruimten. Beide huizen van de 17e-eeuwse culturele rijkdom en uitstraling van Antwerpen en vertonen sporen tot in de 16e eeuw.
Het Snijders&Rockoxhuis herbergt bijzonder meubilair (waaronder kunstkabinetten, kisten en mooi gesculpteerde kasten), keramiek, beeldhouwwerken, wandtapijten en een grote verzameling schilderijen van onder andere Rubens, Antoon van Dyck, Jacob Jordaens, Joachim Patinir, David Teniers de Jonge, Joos de Momper, Frans Snyders, Jan Brueghel de Oude en Pieter Breugel de Jonge.

## TijdelijkHet Gulden Cabinetin het Rockoxhuis
Van februari 2013 tot einde 2016 richtte het Rockoxhuis vijf ruimten in tot kunstenkabinet om er een aantal topwerken van het Koninklijk Museum voor Schone Kunsten Antwerpen tentoon te stellen. Dit laatste museum bleef tot 2022 gesloten wegens ingrijpende renovatiewerken.

Met de tijdelijk ontleende kunstwerken van het Antwerps Museum voor Schone Kunsten schiep men in het Rockoxhuis een fictieve kunstverzameling uit de Gouden Eeuw, een Gulden Cabinet. De bezoeker kon zo een deel van de unieke collectie van het museum beleven in de intieme huiselijke sfeer van een Antwerpse stadswoning en niet zoals gebruikelijk in grote 19de-eeuwse museumzalen.

## Barokke influencers
In het kader van het stadsfestival 'Barokke influencers' worden in 2023 in het Snijders&Rockoxhuis de 39 plafondschilderingen van Pieter Paul Rubens in de Sint-Carolus Borromeuskerk (die bij de brand van 1718 verloren gingen) weer tot leven gewekt .